# Курский государственный аграрный университет
Курский государственный аграрный университет имени И. И. Иванова — основан в 1951 году как Курский сельскохозяйственный институт. Один из крупнейших сельскохозяйственных вузов Центрального Черноземья. Университет носит имя русского биолога И. И. Иванова.

## История
Сельскохозяйственный институт в Курской области был создан постановлением Совета Министров СССР от 15 мая 1951 года № 1618 в селе Марьино. Изначально вуз состоял из трёх факультетов: агрономического, механизации сельского хозяйства и гидромелиоративного; контингент студентов составил 275 человек.
Однако вскоре принимается решение о том, что сельскохозяйственный институт должен быть создан в г. Курске, было начато строительство нового здания учебного корпуса и общежитий, а студенты переведены в Воронежский сельскохозяйственный институт.
С 1956 года институт работает в г. Курске, первый набор студентов составил 100 человек.
В 1994 году произошло преобразование Курского сельскохозяйственного института в Курскую государственную сельскохозяйственную академию. Учредитель академии Министерство сельского хозяйства Российской Федерации.

## В настоящее время
В 2008 году в КГСХА обучалось 4027 студентов очной формы обучения и 3520 заочной. Число преподавателей в 2008 году составило 429, из них 131 доцент и 48 профессоров. В 2007 году вуз находился на 21—24 позиции в рейтинге сельскохозяйственных вузов Минобразования России.
В 2023 году КГСХА была переименована в Курский государственный аграрный университет.

## Факультеты
- Агротехнологический
- Ветеринарной медицины
- Зооинженерный
- Инженерный
- Экономический
- Среднего профессионального образования
- Институт непрерывного образования

## Ректоры
- Сысоев Александр Ануфриевич (1962—1973), доктор биологических наук, профессор.
- Солодовников Николай Иванович
- Барсуков Григорий Михайлович, кандидат сельскохозяйственных наук, доцент.
- Муха Владимир Дмитриевич (1988—2005), доктор сельскохозяйственных наук, заслуженный деятель науки РФ, академик Российской академии естественных наук.
- Семыкин Владимир Анатольевич (2005—2020), доктор сельскохозяйственных наук, профессор.
- Харченко, Екатерина Владимировна (2020—2021), доктор экономических наук, профессор.
- Мусьял, Александр Вячеславович (2021- н.в.), кандидат экономических наук.